# 網路鬼美眉
網路鬼美眉 是一部於1998年上映的日本科幻片，由三池崇史執導，內容改編自渡辺浩弐於1997年發表的同名小說，由知名偶像團體SPEED主演。

## 外部連結
- . Japanese Movie Database.   [2007-07-19]. （原始内容存档于20 August 2007） （日语）.
- 開眼電影網上《網路鬼美眉》的資料（繁體中文）
- 互联网电影数据库（IMDb）上《Andromedia》的资料（英文）